# 249541 Steinem
249541 Steinem è un asteroide della fascia principale. Scoperto nel 2010, presenta un'orbita caratterizzata da un semiasse maggiore pari a 3,0574469 UA e da un'eccentricità di 0,0908107, inclinata di 9,50177° rispetto all'eclittica.
L'asteroide è dedicato alla giornalista statunitense Gloria Steinem.